# Vasas Zoltán
Vasas Zoltán (Jászberény, 1977. november 5. –) magyar labdarúgó.